# Euro Stoxx 50

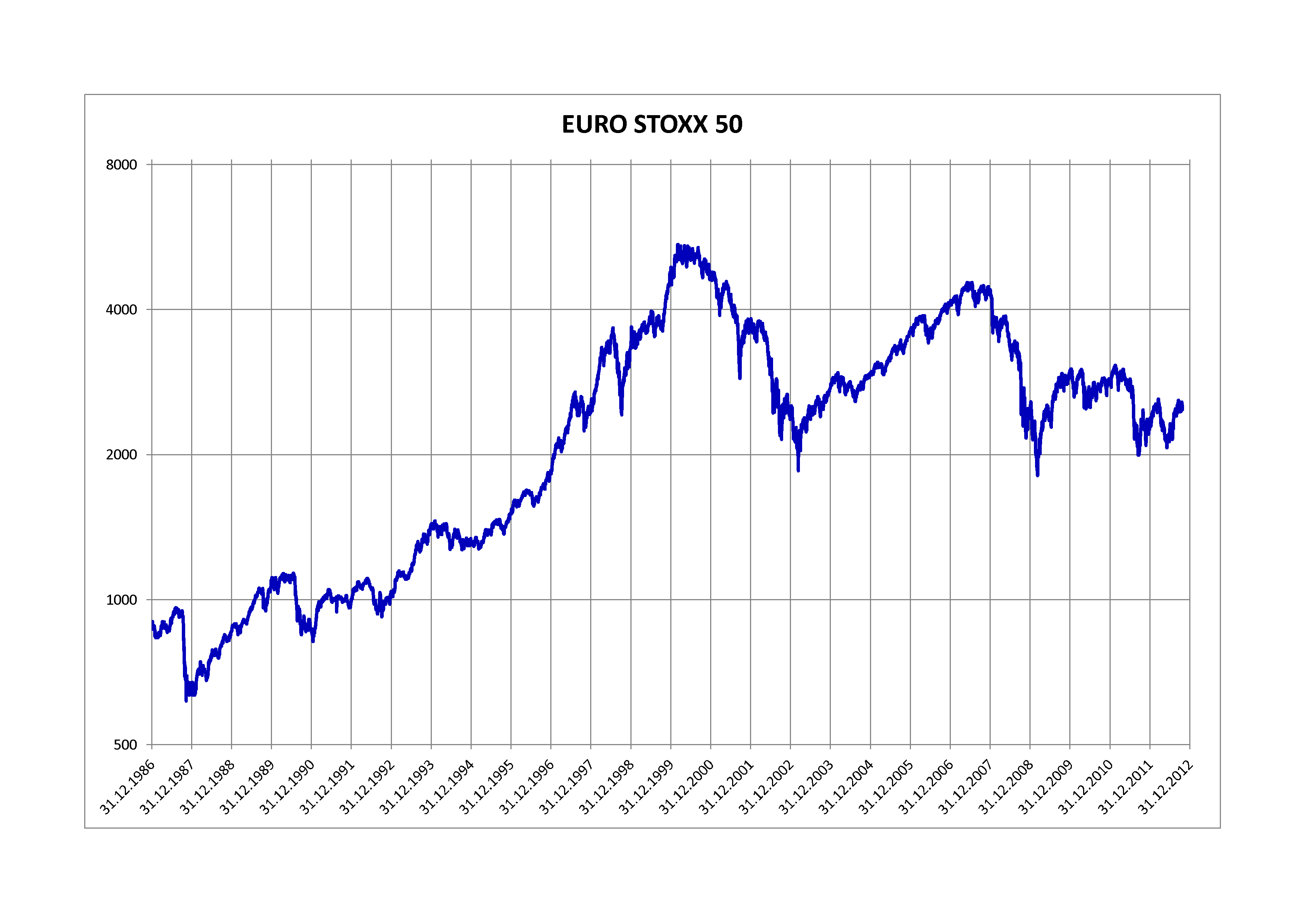
EURO STOXX 50 de décembre 1986 à octobre 2012 (clôtures quotidiennes)

L’EURO STOXX 50 est un indice boursier au niveau de la zone euro. Au même titre que le CAC 40 pour la France, l'EURO STOXX 50 regroupe 50 sociétés selon leur capitalisation boursière au sein de la zone euro et non pas au niveau de l'Europe ni de l'Union européenne.

## Composition de l'indice
L'EURO STOXX 50 doit comporter 50 composantes, correspondant à 50 sociétés. 
À la fin de chaque mois d'août, STOXX Ltd. classe les 600 plus grandes capitalisations boursières de la zone Euro.
Un certain nombre de ces sociétés voient leur classement baisser par rapport à celui de l'année précédente, d'autres sociétés, plus performantes, prenant la position qu'elles occupaient. Ces mouvements dans le classement vont décider de la nouvelle composition de l'Euro Stoxx 50. 

L'indice est redéfini ainsi : toute société qui a pour classement 1 à 40 et qui n'était pas dans l'Euro Stoxx précédent devient une composante. 

Les sociétés qui sont classées de 1 à 60 et qui étaient déjà membres le restent. Celles classées au-delà de 61 ne sont pas retenues, ce qui laisse de la place pour les nouvelles sociétés entrant dans l'indice. 

Ces places sont attribuées (au fur et à mesure de leur classement) aux sociétés qui n'étaient pas dans le classement précédent et qui sont classées entre 41 et 60. Ceci jusqu'à ce que 50 composantes au total soient réunies.
Ainsi pour des raisons de stabilité dans la composition de l'indice, il est un peu plus difficile pour une société d'y entrer que d'y rester. Une société qui est classée 48 peut très bien ne pas être retenue tandis qu'une société classée 60 restera dans l'indice.
En 2023, ce sont les valeurs allemandes, françaises et néerlandaises qui sont les plus représentées. 
| Euro Stoxx 50 (DSX) |        |
| ------------------- | ------ |
| Échanger:           | EUREX  |
| Secteur:            | Index  |
| Taille de la Tique: | 1      |
| Valeur de la Tique: | 10 EUR |
| BPV:                | 10     |
| Dénomination:       | EUR    |
| Décimale:           | 0      |

## Les records de l'indice
L'EURO STOXX 50 a été coté pour la première fois en 1998.
| Records              | Valeur de l'indice | Date       |
| -------------------- | ------------------ | ---------- |
| Plus bas historique  | 1809,98            | 09/03/2009 |
| Plus haut historique | 5464,43            | 06/03/2000 |
| Plus basse clôture   | 1809,98            | 09/03/2009 |
| Plus haute clôture   | 5464,43            | 06/03/2000 |

## Composantes de l'indice

### Les dix premières composantes
Les dix composantes les plus puissantes au 1er août 2023.
| Pays | Société               | Poids  |
| ---- | --------------------- | ------ |
|      | ASML                  | 8,63 % |
|      | LVMH                  | 7,11 % |
|      | SAP AG                | 4,29 % |
|      | Total                 | 4,14 % |
|      | Siemens AG            | 3,61 % |
|      | Sanofi                | 4,56 % |
|      | L'Oréal               | 3,26 % |
|      | Schneider Electric SE | 2,98 % |
|      | Air Liquide           | 2,74 % |
|      | Allianz SE            | 2,73 % |

### Toutes les composantes
L'indice contient 50 composantes et leur poids au 8 août 2010.
| Pays | Société                         | Poids  |
| ---- | ------------------------------- | ------ |
|      | Air liquide                     | 1,65 % |
|      | Airbus Group                    | 1,42 % |
|      | Allianz                         | 2,71 % |
|      | Anheuser-Busch Inbev            | 3,17 % |
|      | ASML                            | 1,30 % |
|      | Assicurazioni Generali          | 1,07 % |
|      | AXA                             | 1,81 % |
|      | BASF                            | 3,91 % |
|      | Bayer                           | 4,18 % |
|      | Banco Bilbao Vizcaya Argentaria | 2,72 % |
|      | Banco Santander                 | 4,42 % |
|      | Bayerische Motoren Werke        | 1,45 % |
|      | BNP Paribas                     | 2,64 % |
|      | Carrefour                       | 0,80 % |
|      | Daimler AG                      | 3,35 % |
|      | Danone                          | 1,54 % |
|      | Deutsche Bank                   | 1,71 % |
|      | Deutsche Post                   | 1,21 % |
|      | Deutsche Telekom                | 1,89 % |
|      | E.ON                            | 1,45 % |
|      | ENEL                            | 1,38 % |
|      | Eni                             | 2,60 % |
|      | Essilor                         | 0,83 % |
|      | GDF Suez                        | 1,53 % |
|      | Société générale                | 1,59 % |
|      | Iberdrola                       | 1,47 % |
|      | Inditex                         | 1,16 % |
|      | ING Group                       | 1,98 % |
|      | Intesa Sanpaolo                 | 1,61 % |
|      | L'Oréal                         | 1,50 % |
|      | LVMH                            | 1,90 % |
|      | Munich Re                       | 1,27 % |
|      | Nokia                           | 1,76 % |
|      | Orange                          | 1,12 % |
|      | Philips                         | 1,05 % |
|      | Repsol YPF                      | 0,80 % |
|      | RWE                             | 0,74 % |
|      | Saint-Gobain                    | 0,97 % |
|      | Sanofi-Aventis                  | 4,70 % |
|      | SAP AG                          | 2,64 % |
|      | Schneider Electric              | 2,00 % |
|      | Siemens AG                      | 4,06 % |
|      | Telefonica                      | 2,49 % |
|      | Total                           | 6,25 % |
|      | Unibail-Rodamco                 | 0,99 % |
|      | UniCredit                       | 1,74 % |
|      | Unilever                        | 2,49 % |
|      | Vinci                           | 1,44 % |
|      | Vivendi                         | 1,18 % |
|      | Volkswagen                      | 1,38 % |

Soit par PAYS :
| Pays      | Nombre de valeurs | Total en pourcentage |
| --------- | ----------------- | -------------------- |
| France    | 19                | 36,80                |
| Allemagne | 14                | 28,41                |
| Espagne   | 6                 | 13,73                |
| Italie    | 5                 | 10,93                |
| Pays-Bas  | 4                 | 6,32                 |
| Belgique  | 1                 | 2,07                 |
| Finlande  | 1                 | 1,74                 |